# بطولة تونس لكرة السلة للرجال 2020–21
بطولة تونس لكرة السلة للرجال 2020–21 هو الموسم رقم 66 من بطولة تونس لكرة السلة للرجال.

فاز بهذا الموسم الاتحاد الرياضي المنستيري.

## روابط خارجية
- الموقع الرسمي للجامعة التونسية لكرة السلة.